# Atrim
Atrim – wieś w Anglii, w hrabstwie Dorset. Leży 26 km na zachód od miasta Dorchester i 205 km na południowy zachód od Londynu.